# زکی ارسوزی
زکی اَرسوزی (ژوئن ۱۸۹۹ لاذقیه – ۲ ژوئیه ۱۹۶۸ دمشق) از تلاشگران سیاسی و نویسنده بود و یکی از بنیان‌گذاران حزب بعث شناخته می‌شود.
او یکی از نظریه‌پردازان تأثیرگذار ناسیونالیسم عرب است.
ارسوزی در سال ۱۹۳۸ باشگاهی به نام «باشگاه عرب‌گرایی» بنیاد گذاشت و یک کتابفروشی به نام "البعث العربی" (رستاخیز عرب) افتتاح نمود. این نخستین باری بود که واژهٔ بَعث (خیزش دوباره) در محافل ملی‌گرای عرب به کار برفت.
پس از کودتای ۱۹۶۶ سوریه، «ميشل عفلق» را متهم كردند كه انديشه‌های شخصی ديگر را به نام خودش زده. عفلق در آن زمان متهم بود كه انديشه‌های حزب بعث را از «زكي ارسوزي» به سرقت برده است. از آن پس ارسوزي به دليل حمايت از كودتا به عنوان بنيانگذار و پدر معنوی حزب بعث شناخته شد.

## زندگی‌نامه
زکی از یک خانواده طبقه متوسط در لاتکیا به‌دنیا آمد، در دانشگاه سوربن پاریس تحصیلاتش را ادامه داد و در سال ۱۹۳۰، او به سوریه بازگشت و در سال ۱۹۳۳ عضو اتحادیه ملی اقدام شد.